# 马忠智
马忠智（1944年1月15日—），男，辽宁沈阳人，中华人民共和国政治人物，曾任国务院稽察特派员，国有重点大型企业监事会主席。